# ThatPOWER
"#thatPOWER" is een liedje van will.i.am, waarvoor hij met de Canadese zanger Justin Bieber samenwerkte. Het is het derde liedje van zijn album #willpower (2013) dat tevens als single werd uitgebracht. Interscope Records gaf het op 18 maart 2013 uit als download. De muziekvideo van #thatPOWER werd op 15 maart 2013 op YouTube geplaatst.
In de week van 27 april 2013 was het een Dancesmash op Radio 538.

## Hitnoteringen
| Hitlijst               | Datum van binnenkomst | Hoogste positie | Aantal weken | Laatste notering |
| ---------------------- | --------------------- | --------------- | ------------ | ---------------- |
| Single Top 100         | 30-03-2013            | 17              | 22           | 24-08-2013       |
| Nederlandse Top 40     | 04-05-2013            | 14              | 14           | 03-08-2013       |
| Vlaamse Ultratop 50    | 06-04-2013            | 15              | 17           | 27-07-2013       |
| Waalse Ultratop 50     | 06-04-2013            | 9               | 22           | 31-08-2013       |
| Australische Top 50    | 07-04-2013            | 6               | 16           | 21-07-2013       |
| Deense Top 40          | 05-04-2013            | 19              | 12           | 05-07-2013       |
| Duitse Top 100         | 13-04-2013            | 7               | 11           | 22-06-2013       |
| Finse Top 20           | 04-05-2013            | 13              | 5            | 01-06-2013       |
| Franse Top 200         | 06-04-2013            | 11              | 28           | 04-01-2014       |
| Nieuw-Zeelandse Top 40 | 01-04-2013            | 16              | 11           | 10-06-2013       |
| Noorse Top 20          | 27-04-2013            | 4               | 10           | 29-06-2013       |
| Oostenrijkse Top 75    | 12-04-2013            | 13              | 17           | 09-08-2013       |
| Spaanse Top 50         | 31-03-2013            | 45              | 2            | 28-04-2013       |
| UK Singles Chart       | 27-04-2013            | 2               | 16           | 10-08-2013       |
| Billboard Hot 100      | 06-04-2013            | 17              | 16           | 20-07-2013       |
| Zweedse Top 60         | 12-04-2013            | 3               | 22           | 06-09-2013       |
| Zwitserse Top 75       | 14-04-2013            | 23              | 17           | 11-08-2013       |

### Nederlandse Top 40
| Hitnotering: 04-05-2013 t/m 03-08-2013 | Hitnotering: 04-05-2013 t/m 03-08-2013 | Hitnotering: 04-05-2013 t/m 03-08-2013 | Hitnotering: 04-05-2013 t/m 03-08-2013 | Hitnotering: 04-05-2013 t/m 03-08-2013 | Hitnotering: 04-05-2013 t/m 03-08-2013 | Hitnotering: 04-05-2013 t/m 03-08-2013 | Hitnotering: 04-05-2013 t/m 03-08-2013 | Hitnotering: 04-05-2013 t/m 03-08-2013 | Hitnotering: 04-05-2013 t/m 03-08-2013 | Hitnotering: 04-05-2013 t/m 03-08-2013 | Hitnotering: 04-05-2013 t/m 03-08-2013 | Hitnotering: 04-05-2013 t/m 03-08-2013 | Hitnotering: 04-05-2013 t/m 03-08-2013 | Hitnotering: 04-05-2013 t/m 03-08-2013 | Hitnotering: 04-05-2013 t/m 03-08-2013 |
| Week:                                  | 1                                      | 2                                      | 3                                      | 4                                      | 5                                      | 6                                      | 7                                      | 8                                      | 9                                      | 10                                     | 11                                     | 12                                     | 13                                     | 14                                     |                                        |
| -------------------------------------- | -------------------------------------- | -------------------------------------- | -------------------------------------- | -------------------------------------- | -------------------------------------- | -------------------------------------- | -------------------------------------- | -------------------------------------- | -------------------------------------- | -------------------------------------- | -------------------------------------- | -------------------------------------- | -------------------------------------- | -------------------------------------- | -------------------------------------- |
| Positie:                               | 27                                     | 22                                     | 15                                     | 14                                     | 14                                     | 15                                     | 16                                     | 17                                     | 17                                     | 18                                     | 22                                     | 28                                     | 28                                     | 39                                     | uit                                    |

### NederlandseSingle Top 100
| Hitnotering: 30-03-2013 t/m 24-08-2013 | Hitnotering: 30-03-2013 t/m 24-08-2013 | Hitnotering: 30-03-2013 t/m 24-08-2013 | Hitnotering: 30-03-2013 t/m 24-08-2013 | Hitnotering: 30-03-2013 t/m 24-08-2013 | Hitnotering: 30-03-2013 t/m 24-08-2013 | Hitnotering: 30-03-2013 t/m 24-08-2013 | Hitnotering: 30-03-2013 t/m 24-08-2013 | Hitnotering: 30-03-2013 t/m 24-08-2013 | Hitnotering: 30-03-2013 t/m 24-08-2013 | Hitnotering: 30-03-2013 t/m 24-08-2013 | Hitnotering: 30-03-2013 t/m 24-08-2013 | Hitnotering: 30-03-2013 t/m 24-08-2013 | Hitnotering: 30-03-2013 t/m 24-08-2013 | Hitnotering: 30-03-2013 t/m 24-08-2013 | Hitnotering: 30-03-2013 t/m 24-08-2013 | Hitnotering: 30-03-2013 t/m 24-08-2013 | Hitnotering: 30-03-2013 t/m 24-08-2013 | Hitnotering: 30-03-2013 t/m 24-08-2013 | Hitnotering: 30-03-2013 t/m 24-08-2013 | Hitnotering: 30-03-2013 t/m 24-08-2013 |
| Week:                                  | 1                                      | 2                                      | 3                                      | 4                                      | 5                                      | 6                                      | 7                                      | 8                                      | 9                                      | 10                                     | 11                                     | 12                                     | 13                                     | 14                                     | 15                                     | 16                                     | 17                                     | 18                                     | 19                                     | 20                                     |
| -------------------------------------- | -------------------------------------- | -------------------------------------- | -------------------------------------- | -------------------------------------- | -------------------------------------- | -------------------------------------- | -------------------------------------- | -------------------------------------- | -------------------------------------- | -------------------------------------- | -------------------------------------- | -------------------------------------- | -------------------------------------- | -------------------------------------- | -------------------------------------- | -------------------------------------- | -------------------------------------- | -------------------------------------- | -------------------------------------- | -------------------------------------- |
| Positie:                               | 71                                     | 50                                     | 54                                     | 50                                     | 23                                     | 19                                     | 17                                     | 20                                     | 21                                     | 21                                     | 26                                     | 25                                     | 23                                     | 24                                     | 25                                     | 25                                     | 33                                     | 33                                     | 36                                     | 56                                     |
| Week:                                  | 21                                     | 22                                     |                                        |                                        |                                        |                                        |                                        |                                        |                                        |                                        |                                        |                                        |                                        |                                        |                                        |                                        |                                        |                                        |                                        |                                        |
| Positie:                               | 78                                     | 83                                     | uit                                    |                                        |                                        |                                        |                                        |                                        |                                        |                                        |                                        |                                        |                                        |                                        |                                        |                                        |                                        |                                        |                                        |                                        |